# Cons-la-Grandville
Pour les articles homonymes, voir Cons et La Grandville.
Ne doit pas être confondu avec la commune ardennaise de La Grandville, qui a porté le nom de Cons-La-Grandville jusqu'en 1932.
Cons-la-Grandville est une commune française située dans le département de Meurthe-et-Moselle en Lorraine, dans la région administrative Grand Est.

## Géographie

### Description
Le bois de Cons-la-Grandville est une exclave située au nord-ouest de la commune et séparé de celle-ci par Fresnois-la-Montagne et Villers-la-Chèvre
La commune est traversée par le sentier de grande randonnée GR 570.

### communes limitrophes
Les communes limitrophes sont Cosnes-et-Romain, Cutry, Fresnois-la-Montagne, Lexy, Montigny-sur-Chiers, Ugny et Villers-la-Chèvre.
|                     | Villers-la-Chèvre  | Lexy  |
| Montigny-sur-Chiers | Cons-la-Grandville | Cutry |
|                     | Ugny               |       |

### Hydrographie

#### Réseau hydrographique
La commune est dans le bassin versant de la Meuse au sein du bassin Rhin-Meuse. Elle est drainée par la Chiers,.
La Chiers, d'une longueur de 127 km, prend sa source dans la commune de Mont-Saint-Martin et se jette  dans la Meuse à Remilly-Aillicourt, après avoir traversé 46 communes. Les caractéristiques hydrologiques de la Chiers sont données par la station hydrologique située sur la commune de Montigny-sur-Chiers. Le débit moyen mensuel est de 4,53 m3/s. Le débit moyen journalier maximum est de 77,3 m3/s, atteint lors de la crue du 21 décembre 1993. Le débit instantané maximal est quant à lui de 95 m3/s, atteint le 5 janvier 2001.

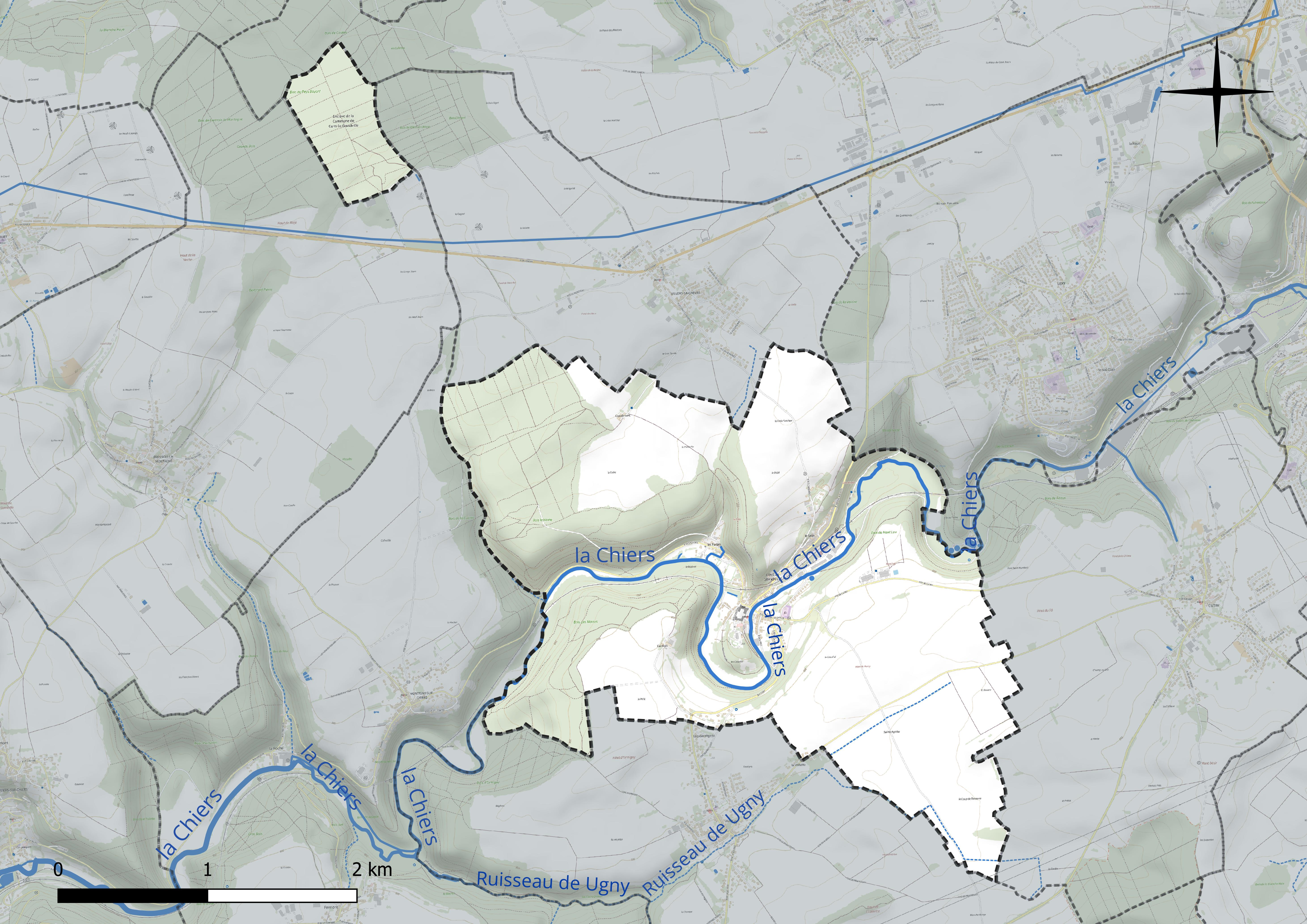
Réseau hydrographique de Cons-la-Grandville.

#### Gestion et qualité des eaux
Le territoire communal est couvert par le schéma d'aménagement et de gestion des eaux (SAGE) « Bassin ferrifère ». Ce document de planification concerne le périmètre des anciennes galeries des mines de fer, des aquifères et des bassins versants hydrographiques associés qui s’étend sur 2 418 km2. Les bassins versants concernés sont celui de la Chiers en amont de la confluence avec l'Othain, et ses affluents (la Crusnes, la Pienne, l'Othain), celui de l'Orne et ses affluents et celui de la Fensch, le Veymerange, la Kiesel et les parties françaises du bassin versant de l'Alzette et de ses affluents (Kaylbach, ruisseau de Volmerange). Il a été approuvé le 27 mars 2015. La structure porteuse de l'élaboration et de la mise en œuvre est la région Grand Est.
La qualité des cours d’eau peut être consultée sur un site dédié géré par les agences de l’eau et l’Agence française pour la biodiversité.

### Climat
Pour des articles plus généraux, voir Climat du Grand Est et Climat de Meurthe-et-Moselle.
En 2010, le climat de la commune est de type climat de montagne, selon une étude du Centre national de la recherche scientifique s'appuyant sur une série de données couvrant la période 1971-2000. En 2020, Météo-France publie une typologie des climats de la France métropolitaine dans laquelle la commune est exposée à un climat semi-continental et est dans la région climatique Lorraine, plateau de Langres, Morvan, caractérisée par un hiver rude (1,5 °C), des vents modérés et des brouillards fréquents en automne et hiver.
Pour la période 1971-2000, la température annuelle moyenne est de 9,4 °C, avec une amplitude thermique annuelle de 16,1 °C. Le cumul annuel moyen de précipitations est de 917 mm, avec 13,3 jours de précipitations en janvier et 9,6 jours en juillet. Pour la période 1991-2020, la température moyenne annuelle observée sur la station météorologique de Météo-France la plus proche, « Villette », sur la commune de Villette à 11 km à vol d'oiseau, est de 10,1 °C et le cumul annuel moyen de précipitations est de 909,4 mm. 
La température maximale relevée sur cette station est de 39 °C, atteinte le 25 juillet 2019 ; la température minimale est de −14,8 °C, atteinte le 20 décembre 2009,,.
Les paramètres climatiques de la commune ont été estimés pour le milieu du siècle (2041-2070) selon différents scénarios d'émission de gaz à effet de serre à partir des nouvelles projections climatiques de référence DRIAS-2020. Ils sont consultables sur un site dédié publié par Météo-France en novembre 2022.

## Urbanisme

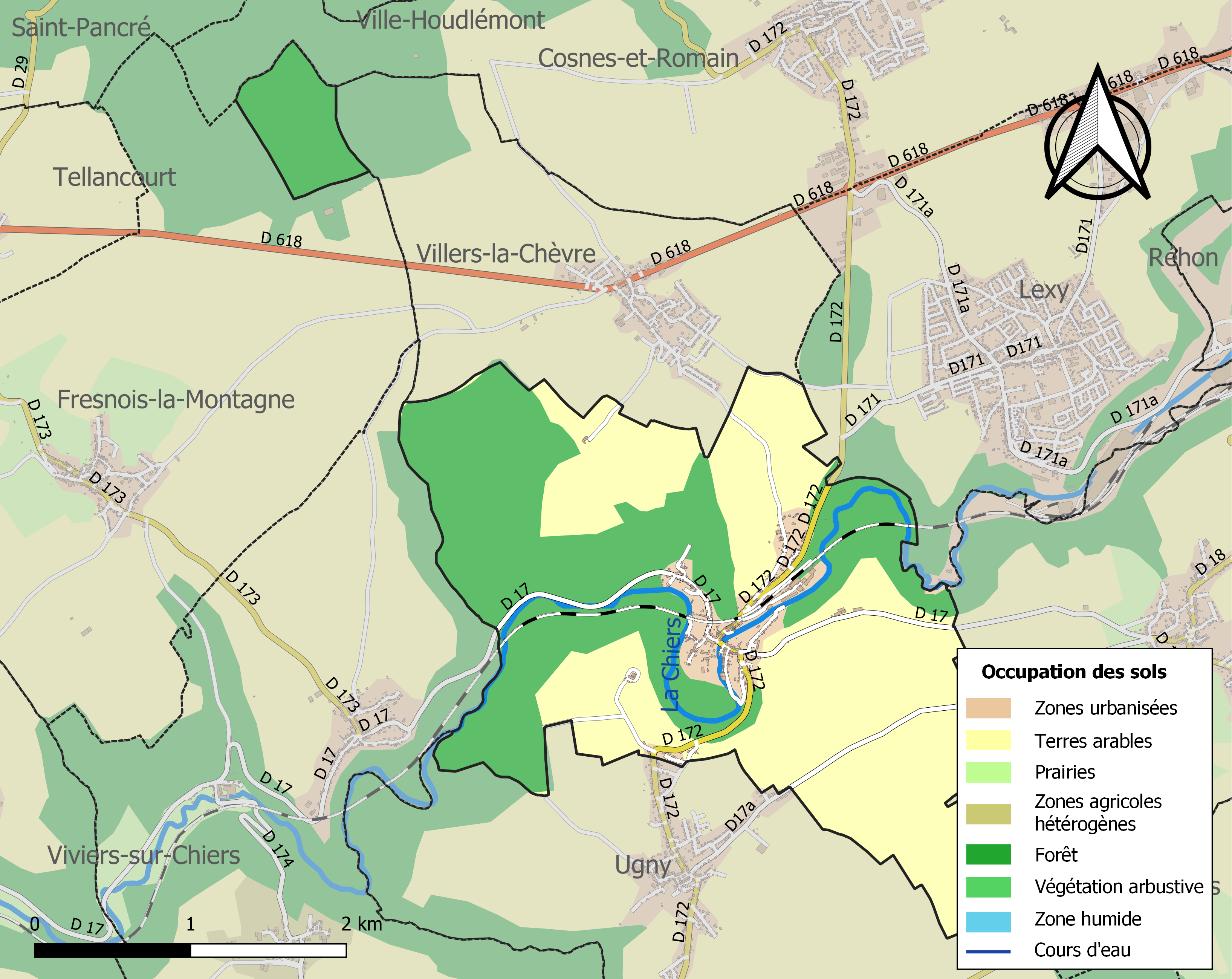
Carte des infrastructures et de l'occupation des sols de la commune en 2018 (CLC).

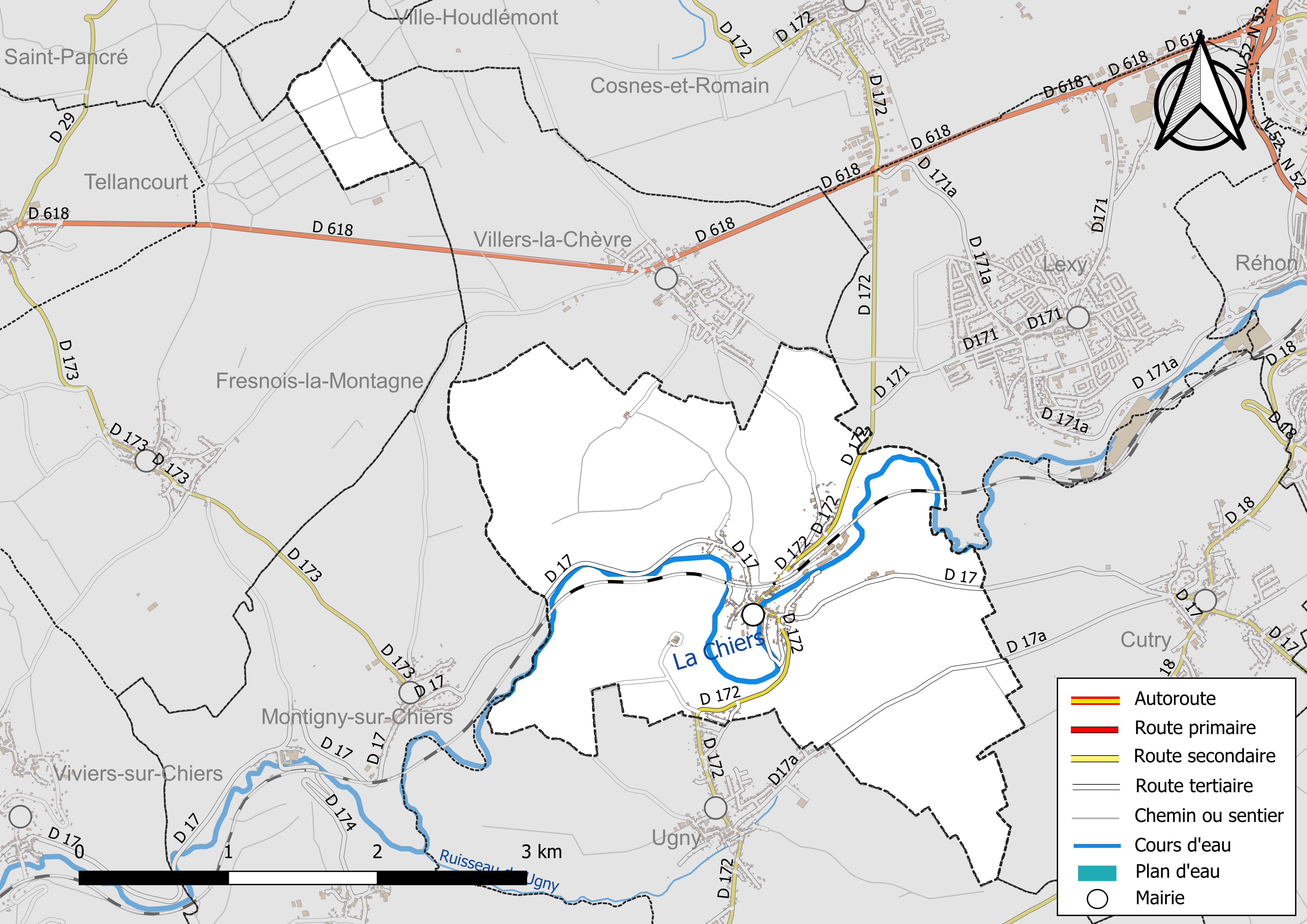
Carte de l'hydrographie et des infrastructures de transport de la commune en 2022.

### Typologie
Au 1er janvier 2024, Cons-la-Grandville est catégorisée commune rurale à habitat dispersé, selon la nouvelle grille communale de densité à sept niveaux définie par l'Insee en 2022.
Elle est située hors unité urbaine. Par ailleurs la commune fait partie de l'aire d'attraction de Longwy, dont elle est une commune de la couronne,. Cette aire, qui regroupe 23 communes, est catégorisée dans les aires de moins de 50 000 habitants,.

### Occupation des sols
L'occupation des sols de la commune, telle qu'elle ressort de la base de données européenne d’occupation biophysique des sols Corine Land Cover (CLC), est marquée par l'importance des territoires agricoles (49 % en 2018), une proportion sensiblement équivalente à celle de 1990 (48,7 %). La répartition détaillée en 2018 est la suivante : 
terres arables (49 %), forêts (44,7 %), zones urbanisées (6,2 %), zones industrielles ou commerciales et réseaux de communication (0,1 %). L'évolution de l’occupation des sols de la commune et de ses infrastructures peut être observée sur les différentes représentations cartographiques du territoire : la carte de Cassini (XVIIIe siècle), la carte d'état-major (1820-1866) et les cartes ou photos aériennes de l'IGN pour la période actuelle (1950 à aujourd'hui).

### Habitat et logement
En 2020, le nombre total de logements dans la commune était de 264, alors qu'il était de 270 en 2015 et de 253 en 2010.
Parmi ces logements, 88,7 % étaient des résidences principales, 3 % des résidences secondaires et 8,3 % des logements vacants. Ces logements étaient pour 83,2 % d'entre eux des maisons individuelles et pour 15 % des appartements.
Le tableau ci-dessous présente la typologie des logements à Cons-la-Grandville en 2020 en comparaison avec celle de Meurthe-et-Moselle et de la France entière. Une caractéristique marquante du parc de logements est ainsi une proportion de résidences secondaires et logements occasionnels (3 %) légèrement supérieure à celle du département (2,1 %) mais inférieure à celle de la France entière (9,7 %). Concernant le statut d'occupation de ces logements, 77,7 % des habitants de la commune sont propriétaires de leur logement (78,4 % en 2015), contre 57,3 % pour la Meurthe-et-Moselle et 57,5 pour la France entière.
| Typologie                                               | Cons-la-Grandville | Meurthe-et-Moselle | France entière |
| ------------------------------------------------------- | ------------------ | ------------------ | -------------- |
| Résidences principales (en %)                           | 88,7               | 88,6               | 82,1           |
| Résidences secondaires et logements occasionnels (en %) | 3                  | 2,1                | 9,7            |
| Logements vacants (en %)                                | 8,3                | 9,3                | 8,2            |

## Toponymie
Le nom de la localité est attesté sous les formes Cunensis (1173), Cons (1231), Kuns & Cuns (1235), Kons (1309), Con-le-Chastel (1311), Conz (1573), Contz (1682), Coms (1689), Cons la Grandville (1793).

En Lorrain : Con-lai-gran-velle.
D'un mot gaulois pour parler d'une vallée, cumba, pour une « petite vallée encaissée généralement sèche ».
L'origine du nom de La Grandville proviendrait de l'affranchissement de la localité.

## Histoire

### Antiquité
- Présence antique.

### Moyen Âge
- Château mentionné XIe siècle.
- Dénommé Cunhs en 1222.
- Prieuré bénédictin de Saint-Michel fondé en 1088.

### Époque contemporaine
En 1811 la commune, instituée par la Révolution française, absorbe celle de Villers-la-Chèvre, qui retrouve en 1833 son autonomie communale.
Le premier haut-fourneau de Cons-la-Granville, situé en aval du village, sur la rive droite de la Chiers, date de 1820 ; il est remplacé par un nouveau haut-fourneau en 1865. L'activité est définitivement arrêtée en 1878. On peut encore voir aujourd'hui sur le site un haut-fourneau portant la mention de 1865 et classé au titre des Monuments Historiques en 1974.

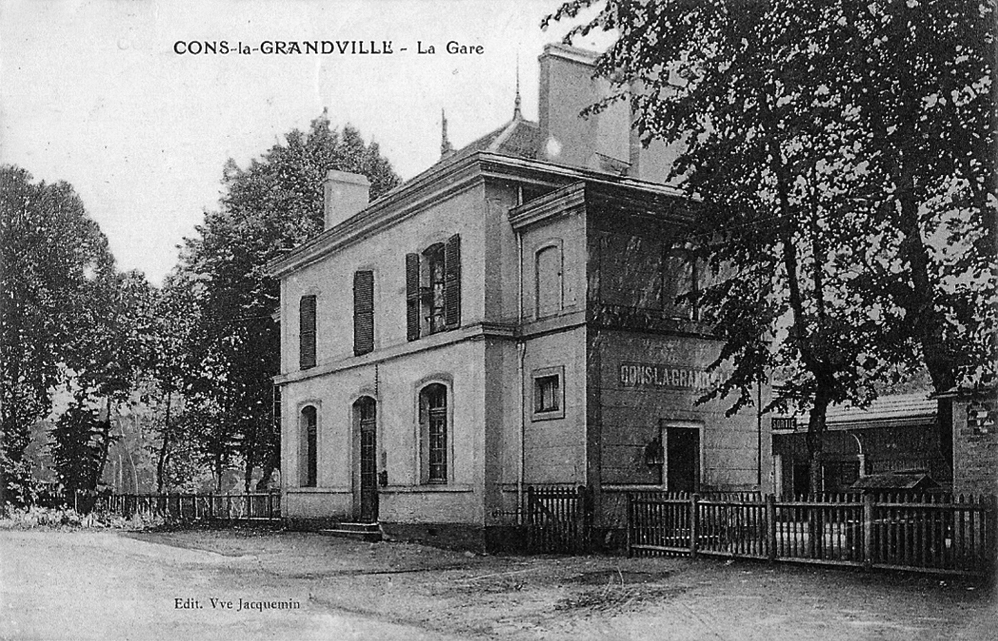
La gare au début du XXe siècle.

En 1863, la commune est desservie par le chemin de fer avec la mise en service de la gare de Cons-la-Grandville par la compagnie des chemins de fer des Ardennes lorsqu'elle ouvre à l'exploitation la section de Longuyon à Longwy de sa ligne de Longuyon à Mont-Saint-Martin (vers Athus). La gare est désormais fermée.
Activité faïencière : dans leur ouvrage Les Poteries et faïences françaises, Mrs Lesur et Tardy  placent à Cons-la-Grandville une manufacture de faïence a à la fin du XVIIIe siècle. D'après eux, les faïences étaient sans doute cuites dans les fours à forges du pays (!). Des recherches historiques récentes démontrent que cette manufacture de faïence se situait en réalité à La Grandville, près de Charleville-Mézières (08). Ce village s'appelait avant 1932 également Cons-la-Grandville.
Durant la Première Guerre mondiale, le 11 octobre 1914, la ligne de front se situe dans la commune, tenue par le 106e régiment d'infanterie.

## Politique et administration

### Rattachements administratifs
La commune se trouve dans l'arrondissement de Briey du département de Meurthe-et-Moselle.
Elle faisait partie depuis 1801 du canton de Longuyon. Dans le cadre du redécoupage cantonal de 2014 en France, cette circonscription administrative territoriale a disparu, et le canton n'est plus qu'une circonscription électorale.

### Rattachements électoraux
Pour les élections départementales, la commune fait partie depuis 2014 d'un nouveau canton de Mont-Saint-Martin.
Pour l'élection des députés, elle fait partie de la troisième circonscription de Meurthe-et-Moselle.

### Intercommunalité
La commune est membre de la communauté d'agglomération dénommée depuis 2021 Grand Longwy Agglomération, un établissement public de coopération intercommunale (EPCI) à fiscalité propre créé en 2017 sous le nom de communauté d'agglomération de Longwy par transformation de la  communauté de communes de l'Agglomération de Longwy  et auquel la commune adhéré en 1998 et avait transféré un certain nombre de ses compétences, dans les conditions déterminées par le code général des collectivités territoriales.
Cette communauté de commune avait elle-même été créée en 2002 par transformation d'un district constitué en 1960 et qui avait progressivement intégré d'autres communes.
La commune est également membre de l'Agglomération transfrontalière du pôle européen de développement.

### Liste des maires
| Période                                  | Période                   | Identité             | Étiquette        | Qualité |
| ---------------------------------------- | ------------------------- | -------------------- | ---------------- | --- |
| Les données manquantes sont à compléter. |                           |                      |                  | |
|                                          |                           |                      |                  | |
| avant 1875                               | après 1876                | M. Rogissart         |                  | |
|                                          |                           |                      |                  | |
| mars 1995                                | mars 2008                 | Édouard Jacque       | UDF-RAD puis UMP | Conseiller général de Mont-Saint-Martin (2001 → 2008) Député de Meurthe-et-Moselle (7e circ) (2002 → 2007) Maire de Longwy (2008 → 2014) Président de la CC de l'agglomération de Longwy (2008 → 2011) |
| mars 2008                                | juillet 2020              | Lucien Hochstrasser  |                  | Retraité salarié du secteur privé |
| juillet 2020,                            | En cours (au 6 juin 2023) | Véronique Castronovo |                  | Ancienne artisan, commerçant ou chef d'entreprise Vice-présidente de la CA Grand Longwy Agglomération (2020 → ) Réélue en 2021 après l'annulation des élections de 2020,                               |

## Équipements et services publics

### Enseignement
Les enfants de la commune sont scolarisés avec ceux de Montigny-sur-Chiers et Villers-la-Chèvre dans le cadre d'un regroupement pédagogique concentré au sein de l'école Paul-Fort.

## Population et société

### Démographie
L'évolution du nombre d'habitants est connue à travers les recensements de la population effectués dans la commune depuis 1793. Pour les communes de moins de 10 000 habitants, une enquête de recensement portant sur toute la population est réalisée tous les cinq ans, les populations de référence des années intermédiaires étant quant à elles estimées par interpolation ou extrapolation. Pour la commune, le premier recensement exhaustif entrant dans le cadre du nouveau dispositif a été réalisé en 2006.

En 2022, la commune comptait 525 habitants, en évolution de −0,38 % par rapport à 2016 (Meurthe-et-Moselle : −0,13 %, France hors Mayotte : +2,11 %).
| 1793 | 1800 | 1806 | 1821 | 1836 | 1841 | 1861 | 1866 | 1872 |
| ---- | ---- | ---- | ---- | ---- | ---- | ---- | ---- | ---- |
| 550  | 577  | 655  | 845  | 548  | 504  | 507  | 556  | 480  |

| 1876 | 1881 | 1886 | 1891 | 1896 | 1901 | 1906 | 1911 | 1921 |
| ---- | ---- | ---- | ---- | ---- | ---- | ---- | ---- | ---- |
| 457  | 485  | 434  | 414  | 423  | 479  | 480  | 480  | 462  |

| 1926 | 1931 | 1936 | 1946 | 1954 | 1962 | 1968 | 1975 | 1982 |
| ---- | ---- | ---- | ---- | ---- | ---- | ---- | ---- | ---- |
| 549  | 623  | 632  | 578  | 630  | 790  | 828  | 769  | 669  |

| 1990 | 1999 | 2006 | 2011 | 2016 | 2021 | 2022 | - | - |
| ---- | ---- | ---- | ---- | ---- | ---- | ---- | - | - |
| 596  | 608  | 572  | 585  | 527  | 519  | 525  | - | - |

## Culture locale et patrimoine

### Lieux et monuments

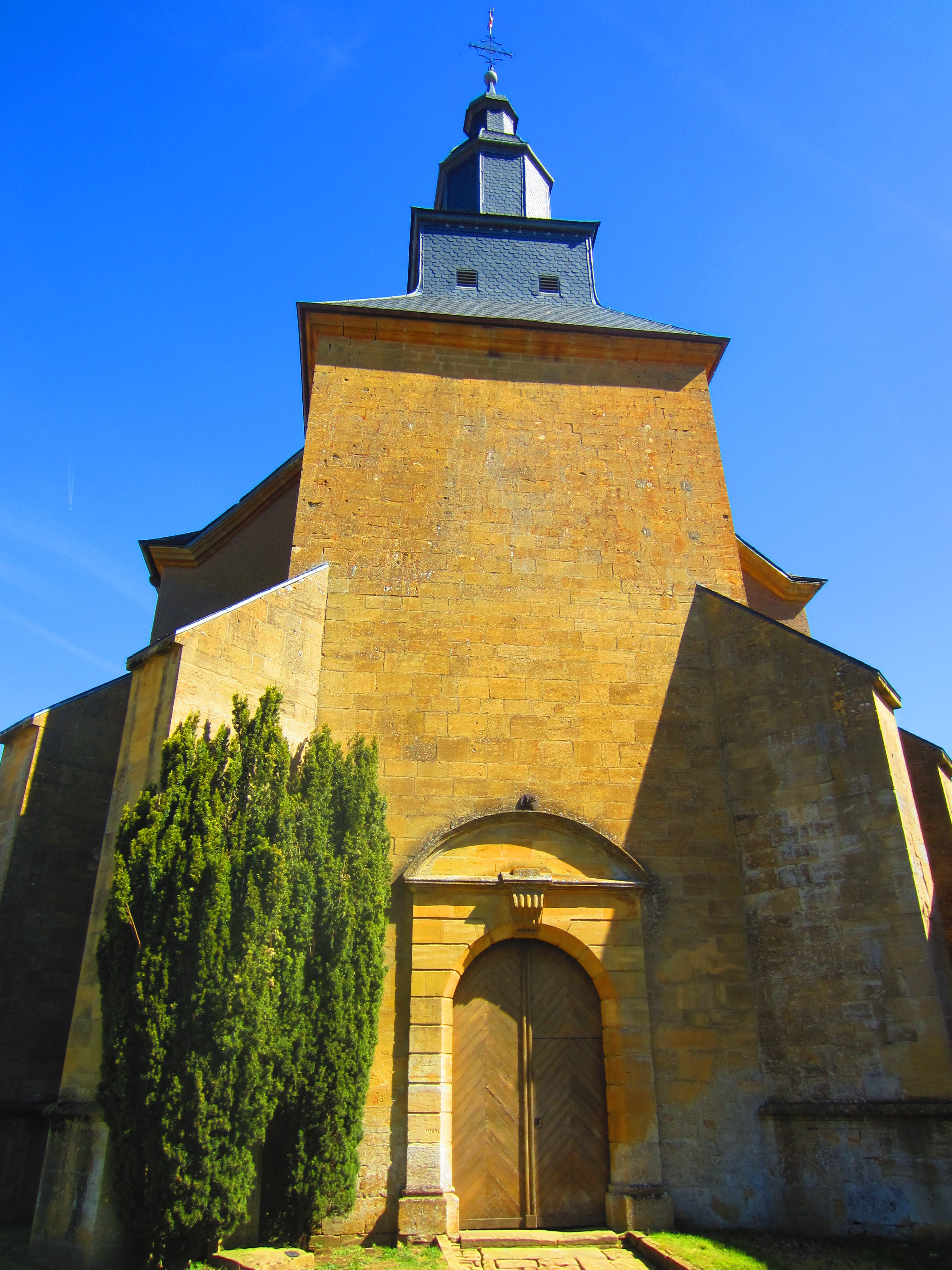
Église Saint-Hubert.

- Le château des XIIIe, XVIe et XVIIIe siècles, la crypte du XIe siècle et ses fresques du XIVe siècle, le prieuré bénédictin du XVIIIe siècle, sa grange, le parc romantique et les anciens jardins, le haut-fourneau du XIXe siècle forment un ensemble monumental témoin d'une continuité familiale de plus de neuf siècles. Cet ensemble d'abord inscrit partiellement au titre des monuments historiques par arrêté du 4 novembre 1947 est totalement protégé par classement de l'arrêté du 11 août 1987[31].

- Église Saint-Hubert, reconstruite en 1732 sur une crypte XIIe siècle  avec peintures murales XIIIe siècle ; voûtes d'ogives dans l'église haute, Mise au tombeau XVIe siècle, retable* XVIIIe siècle baroque, stalles XVIIe siècle, balustrade XVIIIe siècle. L'église Saint-Hubert comprenant crypte et église haute est classée au titre des monuments historiques par arrêté du 11 août 1987[32].

- Haut-fourneau portant la mention de 1865 et classé au titre des Monuments Historiques en 1974
- Prieuré de bénédictins Saint-Michel, Saint-Hubert. Fondé vers 1065 par Dudon de Cons, le prieuré Saint-Michel est donné vers 1090 à l'abbaye bénédictine de Saint-Hubert d'Ardenne et construit à proximité immédiate du château, il ne subsiste de cette époque ou du début XIIe siècle que la crypte servant de sépulture familiale à la famille de Lambertye ; maison du jardinier construite en 1566, date portée ; colombier construit en 1688, date portée ; rétabli en 1788, date donnée par un chronogramme, après avoir été endommagé par la foudre ; logis des moines et église priorale reconstruite en 1732, date portée par la 2e travée de la voûte ; porte nord de la nef datée 1702 en remploi ? ; voûtes et toitures de l'église rétablies entre 1944 et 1950 ; en 1792, l'église priorale devint église paroissiale et à l'époque du Concordat, elle abandonna le vocable de Saint-Michel pour celui de Saint-Hubert, patron immémorial de la paroisse, les autres bâtiments furent vendus comme biens nationaux en 1794, la famille de Lambertye, propriétaire du château, se rendant par la suite acquéreur de l'ensemble des bâtiments, le logis prioral, en très mauvais état de conservation, est en cours de restauration. Le bâtiment du prieuré proprement dit, le bâtiment de ferme du XVIe siècle et le bâtiment de ferme du XVIIIe siècle sont classés au titre des monuments historiques par arrêté du 11 août 1987[33].
- Dans l'église une mise au tombeau en pierre datant de la seconde moitié du XVIe siècle.

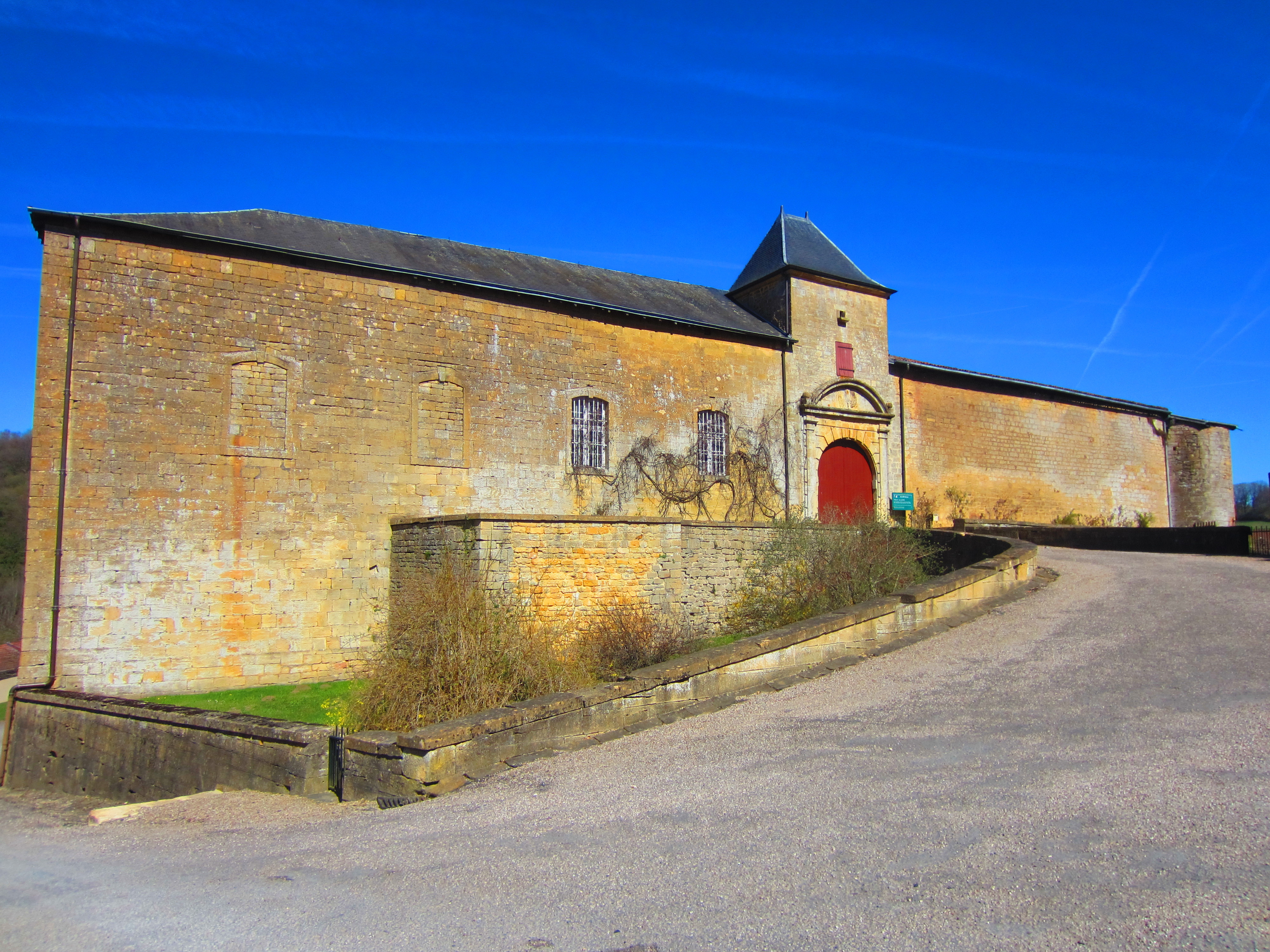
Porte du château.
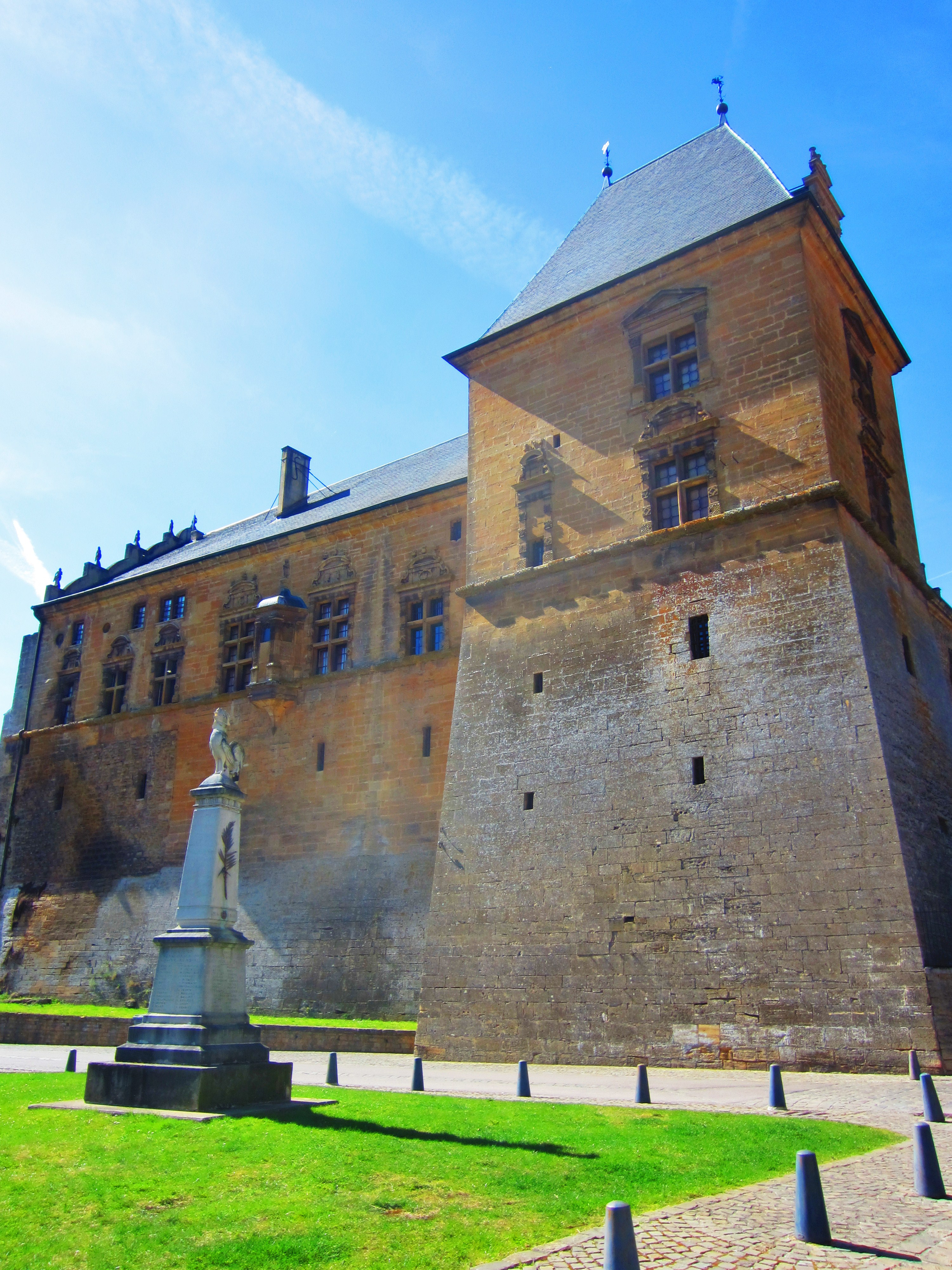
Le château.
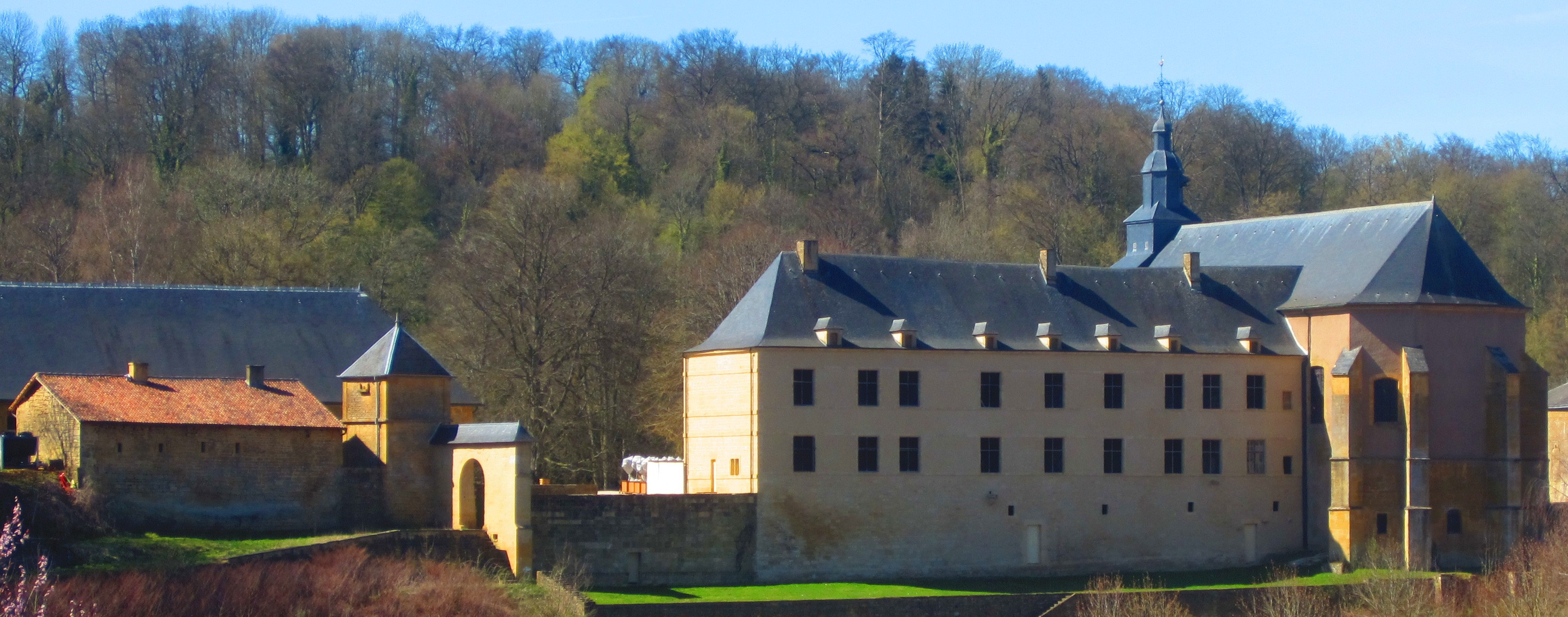
Prieuré de bénédictins Saint-Michel Saint-Hubert.
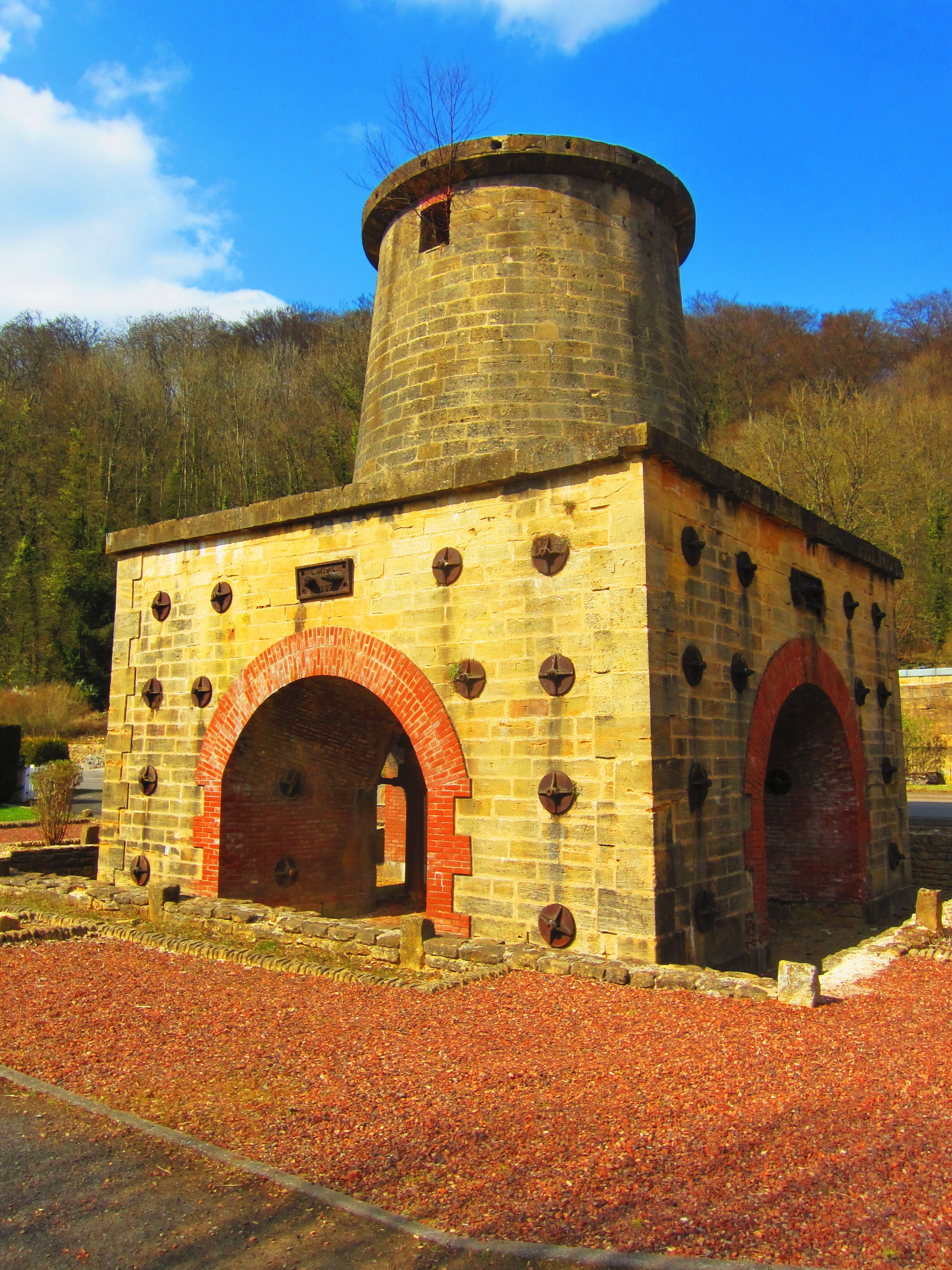
Ancien haut fourneau.

### Personnalités liées à la commune
- Léonce de Lambertye (1810-1877), botaniste.
- Hubert Lavigne (1818-1882), sculpteur, graveur et écrivain français né à Cons-la-Grandville.
- Louis Adolphe Zentz d'Alnois (1820-1911), officier général, y est né.
- Maurice Chevalier (1888-1972), soigné au château le 22 août 1914, et fait prisonnier le lendemain.
- Édouard Jacque, homme politique né à Cons-la-Grandville en 1960, député.

### Héraldique
| Blason de Cons-la-Grandville | Blason  | D'argent à cinq roses de gueules ordonnées 1, 2 et 2, feuillées de sinople et posées sur une seule tige de même mouvant de la pointe.                                                                                               |
| Blason de Cons-la-Grandville | Détails | Ce sont les armes de l'ancienne maison de Cons que l'on retrouve sculptées sur des clefs de voûte du château et sur un sceau du tabellionnage de Cons La Grandville, daté de 1722. Le statut officiel du blason reste à déterminer. |

## Pour approfondir